# Résolution 2375 du Conseil de sécurité des Nations unies
Membres permanents
- Chine
- États-Unis
- France
- Royaume-Uni
- Russie

Membres non permanents
- Bolivie
- Égypte
- Éthiopie
- Italie
- Japon
- Kazakhstan
- Sénégal
- Suède
- Ukraine
- Uruguay

Résolution no 2374 Résolution no 2376
La résolution 2375 du Conseil de sécurité des Nations unies est adoptée le 11 septembre 2017. Le Conseil de sécurité des Nations unies adopte à l'unanimité une nouvelle résolution sur les sanctions contre la Corée du Nord, en réponse à son sixième essai nucléaire le 3 septembre de la même année. La résolution réduit environ 30 % du pétrole fourni à la Corée du Nord en coupant plus de 55 % des produits pétroliers raffinés destinés à la Corée du Nord,,,.

## Négociations
Les sanctions convenues sont bien en deçà des sanctions de grande envergure que l'administration Trump avait exigées, ayant dû faire des compromis avec la Chine et la Russie pour obtenir leur soutien. À savoir, la résolution ne fixe qu'un plafond sur les exportations de pétrole vers la Corée du Nord, les États-Unis avaient initialement voulu une coupure complète, mais la Chine avait exprimé sa crainte qu'une mesure aussi drastique ne conduise à l'effondrement du pays visé. Le ministère russe des Affaires étrangères, après l'adoption de la résolution édulcorée, s'attribue le mérite d'avoir retiré de la résolution les dispositions les plus strictes du projet original américain.

## Sanctions
Les sanctions comprennent ce qui suit :
- Interdiction totale de vendre des condensats et des liquides de gaz naturel à la Corée du Nord[3],[2],[4].
- Interdiction totale d'acheter du textile nord coréen (ce qui devrait réduire les revenus du pays de 800 millions de dollars)[3],[2],[4].
- Un quota pour vendre du pétrole à la Corée du Nord (une réduction estimée à 30 % par rapport aux niveaux actuels)[3],[2].
  - Pétrole raffiné : 500 000 barils pendant une période initiale de trois mois, commençant le 1er octobre 2017 et se terminant le 31 décembre 2017, et 2 millions de barils par an pendant une période de 12 mois commençant le 1er janvier 2018 et annuellement ensuite[3],[4].
  - Pétrole brut : Limite les ventes à la Corée du Nord pour ne pas dépasser le montant fourni par chaque État au cours de la période des 12 mois précédant l'adoption de la résolution[3].
- Limite les visas à fournir aux travailleurs nord-coréens à l'étranger. Les visas existants sont autorisés à continuer jusqu'à leur expiration, mais aucun nouveau visa ne peut être délivré[3],[2]. Les États-Unis estiment que cela "finira par priver le régime d'un demi-milliard de dollars supplémentaires chaque année qu'il prend aux quelque 100 000 citoyens nord-coréens travaillant dans le monde"[4].
- Elle demande à tous les pays d'inspecter les navires entrant et sortant des ports de la Corée du Nord (une disposition mise en place par le Conseil de sécurité en 2009) mais n'autorise pas l'usage de la force pour les navires qui ne s'y conforment pas (les États-Unis voulaient l'autorisation d'utiliser la force et un blocus naval complet)[2],[4].
- Interdiction des coentreprises. Cela vise à réduire davantage les revenus étrangers, ainsi que les transferts de technologie. Cependant, il existe des exemptions pour certains projets frontaliers impliquant la Chine et la Russie[4].

## Conséquences
Après l'annonce des sanctions, le gouvernement nord-coréen déclare que les sanctions justifient son programme nucléaire et s'engage à poursuivre « à un rythme plus rapide ».
Des images de satellites de reconnaissance des États-Unis prises le 19 octobre 2017 montrent des navires chinois vendant du pétrole à des navires nord-coréens, en violation apparente de la résolution de sécurité 2375.
Le 28 décembre 2017, le président américain Donald Trump accuse le gouvernement chinois de « laisser entrer du pétrole en Corée du Nord ». La porte-parole du ministère chinois des Affaires étrangères, Hua Chunying, répond à ces accusations en déclarant : "« La Chine a toujours mis en œuvre les résolutions du Conseil de sécurité de l'ONU concernant la Corée du Nord dans leur intégralité et remplit ses obligations internationales. Nous n'autorisons jamais les entreprises et les citoyens chinois à violer les résolutions. Si après enquête, il est confirmé qu'il y a des violations des résolutions du Conseil de sécurité de l'ONU, la Chine les traitera sérieusement conformément aux lois et règlements ».